# جستنيان الثاني
جستينيان الثاني الملقب برهينوتميتوس كان آخر إمبراطور بيزنطي من السلالة الهرقلية، وحكم في الفترة من 685 وحتى 695 ومن 705 حتى 711. كان جستينيان الثاني حاكمًا طموحًا وشغوفًا، إذ كان متحمسًا لإعادة الإمبراطورية الرومانية إلى مجدها السابق، لكنه رد بعنف على أي معارضة لإرادته وافتقد الكياسة التي تميز بها والده، قسطنطين الرابع. وبالتالي، تولدت معارضة ضخمة لحكمه، نتج عنها عزله في 695 في انتفاضة شعبية، وعاد إلى العرش مرة أخرى في 705 بمساعدة جيش البلغار والسلاف.كانت فترة حكمه الثانية أكثر استبدادًا من الفترة الأولى، وشهدت الإطاحة به في النهاية في عام 711، إذ تركه جيشه الذي انقلب عليه قبل قتله.

## فترة الحكم الأولى
كان جستينيان الثاني الابن الأكبر لقسطنطين الرابع وأنستازيا. رفعه والده إلى العرش كإمبراطور مشترك في 681 بسقوط أعمامه هرقل وتيبيريوس في 685، في عمر السادسة عشر، خلف جستينيان والده كإمبراطور وحيد.
نظرًا لانتصارات قسطنطين الرابع، كان وضع المقاطعات الشرقية للإمبراطورية مستقرًا عندما وصل جستينيان إلى العرش. بعد هجوم تحضيري ضد العرب في أرمينيا، تمكن جستينيان من زيادة المبالغ المُحصلة من الدولة الأموية كجزية سنوية، واستعاد السيطرة على جزء من قبرص. قُسمت إيرادات مستعمرتي أرمينيا وايبيريا بين الإمبراطوريتين. في 687، وفي إطار اتفاقياته مع الخلافة الإسلامية، أبعد جستينيان 12,000 مسيحي ماروني من لبنان، والذين قاوموا العرب باستمرار. سمحت الجهود الإضافية الموجهة نحو إعادة توطين الجراجمة وسكان قبرص لجستينيان في تقوية القوات البحرية التي استُنزفت في الصراعات القديمة. في 688، وقع جستينيان على معاهدة مع الخليفة عبد الملك بن مروان، اعتبرت المعاهدة قبرص أرضًا محايدة مع تقسيم إيرادات الضرائب.
استفاد جستينيان من السلام في الشرق لاستعادة السيطرة على البلقان، والتي كانت في السابق تحت حكم القبائل السلافية بالكامل تقريبًا. في 687، أرسل جستينيان قوات الفرسان من الأناضول إلى تراقيا. عن طريق شن حملة عسكرية كبيرة في 688–689، هزم جستينيان بلغار مقدونيا وأصبح أخيرًا قادرًا على دخول سالونيك، وهي ثاني المدن البيزنطية في أوروبا من حيث الأهمية.
أُعيد توطين السلافيين المهزومين في الأناضول، حيث وفروا قوة عسكرية تتكون من 30,000 رجلًا. متشجعًا بزيادة قواته في الأناضول، جدد جستينيان الحرب ضد العرب. بمساعدة قواته الجديدة، فاز جستينيان بمعركة ضد العدو في أرمينيا في عام 693، ولكنهم حصلوا على رشوة بعدها من العرب ليثوروا ضد جستينيان. كانت النتيجة أن جستينيان هُزم بشكل شامل في معركة سباستوبوليس، بسبب انشقاق غالبية قواته السلافية، بينما أُجبر هو على الفرار نحو بحر مرمرة. هناك، وطبقًا لتيوفان، نفّث عن خيبته عن طريق ذبح أكبر عدد من السلافيين الذين تمكن من النيل منهم في أوبوسكيون وما حولها. في غضون ذلك، بادر أحد البطارقة الروم، ويدعى سيمباتيوس، بالتمرد في أرمينيا، وفتح المقاطعة للعرب، الذين تمكنوا من احتلالها في 694–695.
في هذه الأثناء، تسبب التعذيب الدموي للمانوية ومنع التقاليد الشعبية ذات الأصول غير الخلقدونية في خلاف مع الكنيسة. في 692 عقد جستينيان ما سُمي بمجلس كوينيسكست في القسطنطينية ليضع سياساته الدينية في حيز التفيذ. مدد المجلس وأوضح الأحكام الفقهية لمجالس المسكونية الخامسة والسادسة، ولكن عن طريق إلقاء الضوء على الاختلافات بين العبادات الشرقية والغربية (مثل زواج القساوسة والممارسة الرومانية بصوم أيام السبت) كشف المجلس عن مساوئ العلاقات البيزنطية مع الكنيسة الرومانية. أمر الإمبراطور بالقبض على البابا سرجيوس الأول، ولكن ميليشيات روما ورافينّا تمردت وأخذت صف البابا.
ساهم جستينيان في نمو المؤسسة الثيماتية للإمبراطورية، عند طريق تأسيس ثيمة جديدة في هيلاس بجنوب اليونان وترقيم رؤساء الثيمات الخمس الرئيسية -تراقيا في أوروبا وأوبوسكيون في أنتالوك وثيمات أرمينياكون في آسيا الصغرى والقوات البحرية في كارابيسيانوا- من بين كبار مسؤولي الإمبراطورية. سعى أيضًا نحو حماية حقوق ملاك العقارات من الفلاحين، الذين اعتُبروا الكتلة الأساسية للتجنيد بالنسبة للقوات المسلحة في الإمبراطورية، ضد محاولات الطبقة الأرستقراطية للحصول على أراضيهم. وضعه ذلك في صراع مباشر مع بعض من أكبر ملاك الأراضي في الإمبراطورية.
بينما هددت سياسات الأراضي الطبقة الأرستقراطية، كانت سياسته الضريبية مكروهة للغاية من العامة. من خلال عملائه ستيفين وثيودوتوس، جمع الإمبراطور الأموال لإشباع ميوله المترفة وهوسه بتشييد المباني المكلفة. دفع الاستياء الديني المستمر والصراعات مع الطبقة الأرستقراطية والغضب تجاه سياسة إعادة التوطين رعاياه نحو التمرد. في 695 انتفض الشعب بقيادة ليونتيوس، إستراتيجوس هيلاس، وأعلنوه إمبراطورًا. عُزل جستينيان وقُطع أنفه (استُبدل لاحقًا بنسخة ذهبية مطابقة للأصلية) لمنعه مرة أخرى من السعي نحو العرش: كان ذلك التشويه شائعًا في الثقافة البيزنطية. نُفي إلى خيرسون في القرم. عُزل ليونتيوس بعد ثلاث سنوات وسُجن بواسطة تيبريوس الثالث الذي ادعى أحقيته بالعرش بعده.

## المنفى
بينما كان في المنفى، بدأ جستينيان في الإعداد للمؤامرة وجمع مؤيديه لمحاولة استعادة العرش. أصبح جستينيان عبئًا على خيرسون، وقررت السلطات إعادته إلى القسطنطينية في 702 أو 703. هرب من خيرسون وحصل على المساعدة من بوصير، خاقان الخزر، الذي استقبله بحماس وأهداه شقيقته عروسًا له. أعاد جستينيان تسميتها إلى ثيودورا، نسبةً إلى زوجة جستينيان الأول. مُنحوا منزلًا في بلدة باناجوريا في مدخل بحر آزوف. عُرض على بوصير رشوةً من تيبريوس لقتل صهره، وأرسل اثنين من مسؤولي الخزر، وهم باباتزيس وبالغيتزين، لارتكاب الفعل. استجابةً لتحذيرات زوجته، خنق جستينيان باباتزيس وبالغيتزين بنفسه. أبحر في مركب صيد باتجاه خيرسون وجمع أنصاره وأبحروا جميعًا باتجاه الغرب عبر البحر الأسود.
عندما أبحرت السفينة التي تحمل جستينيان عبر الساحل الشمالي للبحر الأسود، علق هو وطاقمه في عاصفة بين مصبات نهري دنيستر ودنيبر. بينما كانت العاصفة تثور، وصل إليه أحد مرافقيه وقال له إنه إن وعد الرب بأنه سيكون متسامحًا ولن يسعى للانتقام من أعدائه عندما يعود للعرش، فقد ينجون جميعًا. رد جستنيان: «إن تركت واحدًا فقط منهم، فليغرقني الرب هنا».

## فترة الحكم الثانية
اتسمت فترة حكمه الثانية بالحرب غير الناجحة ضد بلغاريا والخلافة الإسلامية، وبالقمع الدموي للمعارضة في أرض الوطن. في عام 708 انقلب جستنيان على خان تيرفيل البلغاري، الذي عينه قيصرًا في وقت سابق، وغزا بلغاريا، ساعيًا على ما يبدو لاستعادة المناطق الممنوحة لتيرفيل كمكافأة لدعمه في عام 705. هُزم الإمبراطور وحوصر في بوموري وأُجبر على الانسحاب. أُعيد السلام سريعًا بين بلغاريا وبيزنطة. تبع تلك الهزيمة انتصارات للعرب في آسيا الصغرى، إذ وقعت مدن قيليقية في قبضة العدو، الذي اقتحم كبادوكيا في 709–711.
أمر البابا يوحنا السابع بالاعتراف بقرارات مجلس كوينيسكست، وفي نفس الوقت جهز حملة عقابية ضد رافينّا في 907 تحت قيادة الثيودور النبيل. أدت الحملة إلى استعادة سلطة الكنيسة الغربية على رافينّا، التي أُخذت كعلامة على عصيان الإمبراطور والوجدان الثوري. نجح القمع، وزار البابا الجديد، قسطنطين، القسطنطينية في عام 710. بعد استلام القربان المقدس في أيدي البابا، جدد كافة امتيازات الكنيسة الرومانية. لم يُعرف ما دار بينهم بالتحديد بخصوص موضوع مجلس كوينيسكست. قد يبدو على العكس أن قسطنطين قد صدّق على كافة الشرائع. ربما تكون تلك هي المرة الأخيرة التي يزور فيها البابا المدينة حتى زيارة البابا بولس السادس لمدينة إسطنبول في 1967.
حرّض حكم جستنيان انتفاضة أخرى ضده. انتفضت خيرسون، وتحت قيادة الجنرال المنفي باردانيس، صمدت المدينة في وجه الهجوم المضاد. سريعًا، انضمت إلى الانتفاضة القوات المُرسلة للقضاء عليها. استولى المتمردون على العاصمة وأُعلن باردانيس الإمبراطور فيليبيكوس. كان جستنيان في طريقه إلى أرمينيا، ولم يكن قادرًا على العودة إلى القسطنطينية في الوقت المناسب للدفاع عنها. أُلقي القبض عليه وأُعدم خارج المدينة في ديسمبر 711، أُرسلت رأسه إلى باردانيس كتذكار.
عند سماع خبر وفاته، أخذت والدة جستنيان ابنه البالغ من العمر ست سنوات والإمبراطور القسيم، تيبيريوس، إلى الحرم المقدس في كنيسة القديسة مريم في بلاشرناي، ولكنها طوردت من قِبل الأنصار السياسيين لفيليبيكوس، الذين سحبوا الطفل من المذبح، وبمجرد خروجهم من الكنيسة، قتلوه، وبذلك قُضي على سلالة هرقل.